# Romeo Santos
Anthony Romeo Santos (New York, 21 luglio 1981) è un cantautore e produttore discografico statunitense, noto per essere la voce principale del gruppo bachata Aventura. È soprannominato "el rey de la bachata".
Fin dagli esordi nel gruppo, che dal 2011 come solista, ha ottenuto successo sia negli Stati Uniti che in America Latina, Spagna ed Italia, vendendo oltre 14 milioni di dischi e singoli, di cui oltre 4 milioni con gli Aventura.
Ha ottenuto numerosi premi e riconoscimenti sia come solista che come membro degli Aventura, tra cui una nomina ai Grammy Award e ai Latin Grammy, 43 Billboard Latin Music Awards, 34 premi Lo Nuestro, un MTV Video Music Awards e tre Latin American Music Awards e Billboard Music Award. ASCAP ha riconosciuto tre volte l'artista come Songwriter of the Year e nel 2017 gli è stato conferito l'Excellence Award al Premio Lo Nuestro.
Dagli inizi degli anni 2000 come membro degli Aventura, Romeo è stato una figura chiave nella divulgazione della bachata, pubblicando sette album, tra cui K.O.B. Live, nominato ai Latin Grammy Awards, e hit che raggiunsero la vetta delle classifiche Billboard Latin e delle classifiche in Europa, tra cui "Obsesión" e "All Up 2 You". Nel 2011 Romeo annunciò lo scioglimento degli Aventura, riunitisi successivamente nel 2019 per un tour mondiale.
Durante la carriera da solista, Romeo ha pubblicato quattro album in studio, raggiungendo i vertici della Billboard Top Latin Albums e tre volte la top10 della Billboard 200. Il primo album pubblicato, Formula, Vol. 1, è stato nominato ai Grammy Award come Best Traditional Tropical Latin Album. Ha raggiunto sette volte la prima posizione della US Latin Songs e sedici nella US Tropical Songs Chart grazie a singoli e collaborazioni di successo con numerosi artisti latinoamericani ed anglofoni, tra cui Ozuna, Nicky Jam, Daddy Yankee, Lil Wayne, Drake, Nicki Minaj e Usher, inoltre ha collaborato con grandi esponenti della Bachata come: Antony Santos, Zacarias Ferreira, Teodoro Reyes e molti altri.

## Carriera

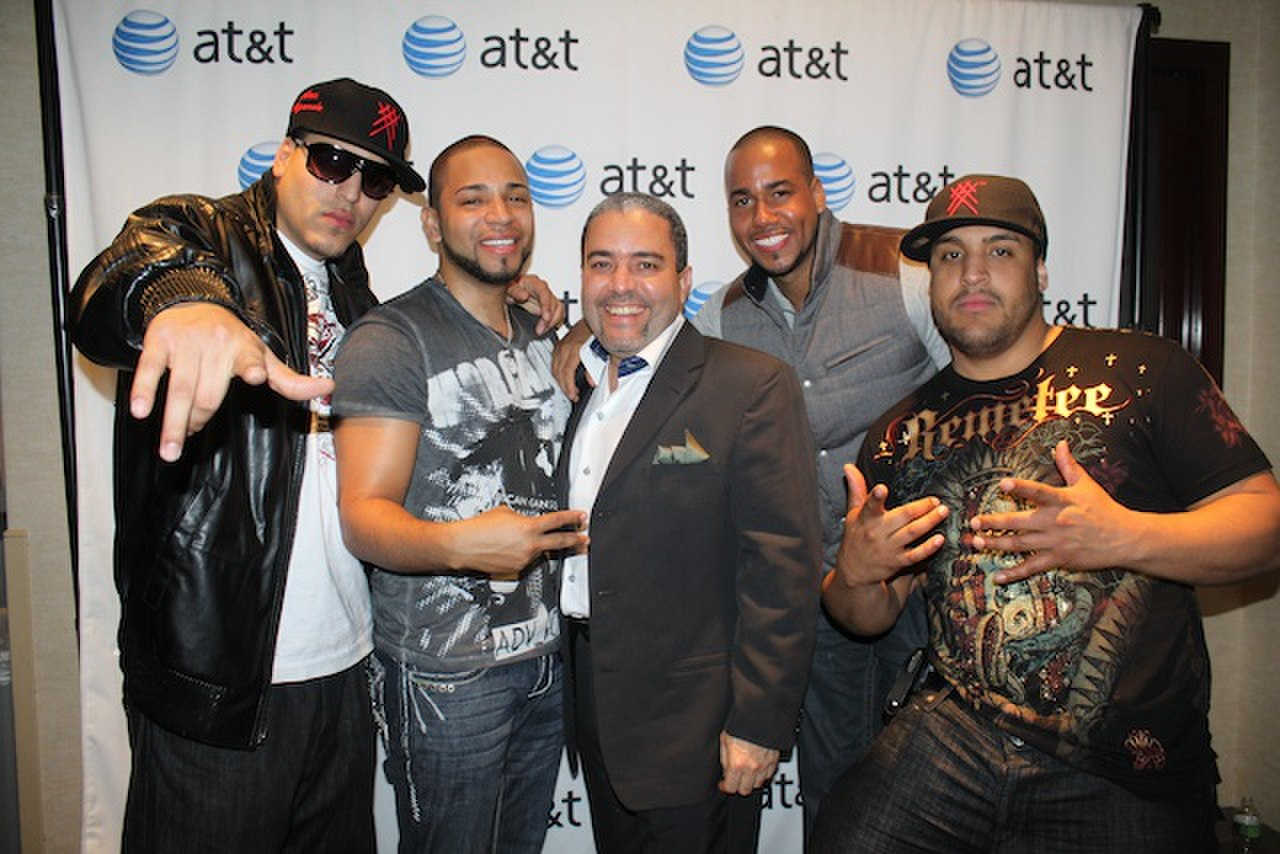
Romeo Santos con gli Aventura

Romeo Santos nasce nel Bronx da padre dominicano  e madre portoricana. Si unì al coro della chiesa all'età di 12 anni. Simultaneamente, Romeo sviluppò una grande affinità per la bachata (genere musicale proprio della Repubblica Dominicana) molto prima che questo genere musicale si espandesse per il mondo quando già aveva 15 anni. Prima della formazione degli Aventura, Romeo cantava con tre suoi cugini, Henry, Lenny e Max Santos in un gruppo chiamato "Los Tinellers", i quali pubblicarono l'album Trampa de amor nel 1995. Verso la fine degli Anni Novanta, il gruppo cambiò nome in Aventura, ottenendo largo successo negli Stati Uniti e America Latina vendendo nella loro carriera oltre 4 milioni di album e singoli e venendo riconosciuti in numerose premiazioni, inclusi i Latin Grammy Awards, Billboard Music Award, Premio Lo Nuestro e American Music Award. Il gruppo ha preso una pausa dal 2011 al 2019, anno in cui annunciano un tour mondiale tra Stati Uniti e America Latina previsto nel 2020.
Il suo album di debutto, Formula, Vol. 1, fu pubblicato l'8 novembre 2011, cominciando così la carriera da solista in seguito allo scioglimento degli Aventura avvenuto agli inizi dello stesso anno; l'album contiene collaborazioni con Lil Wayne, La Mala Rodríguez, Tomatito, Mario Domm e Usher. Debutta alla prima posizione della US Top Latin Albums e nove della Billboard 200 con 65.000 copie vendute, divenendo il primo album con il maggior numero di copie vendute nella prima settimana dopo El cartel: The Big Boss di Daddy Yankee del 2007. Nel 2012 viene certificato triplo disco di platino con oltre 300.000 copie vendute dalla RIAA Latin divenendo l'album latino più venduto dell'anno. Vengono estratti alcuni singoli tra cui la collaborazione "Promise" con Usher, che raggiunge la prima posizione della U.S. Latin Songs, "All Aboard"  con Lil Wayne e "You", vendendo in totale 2 milioni di copie. Formula, Vol. 1 fa ottenere al cantante il primo Billboard Music Award come Top Latin Album, l'Album of the Year ai Billboard Latin Music Award e la prima nomina ai Grammy Award nella categoria Traditional Tropical Latin Album. Vince inoltre il Best Latino Artist agli MTV Video Music Awards.

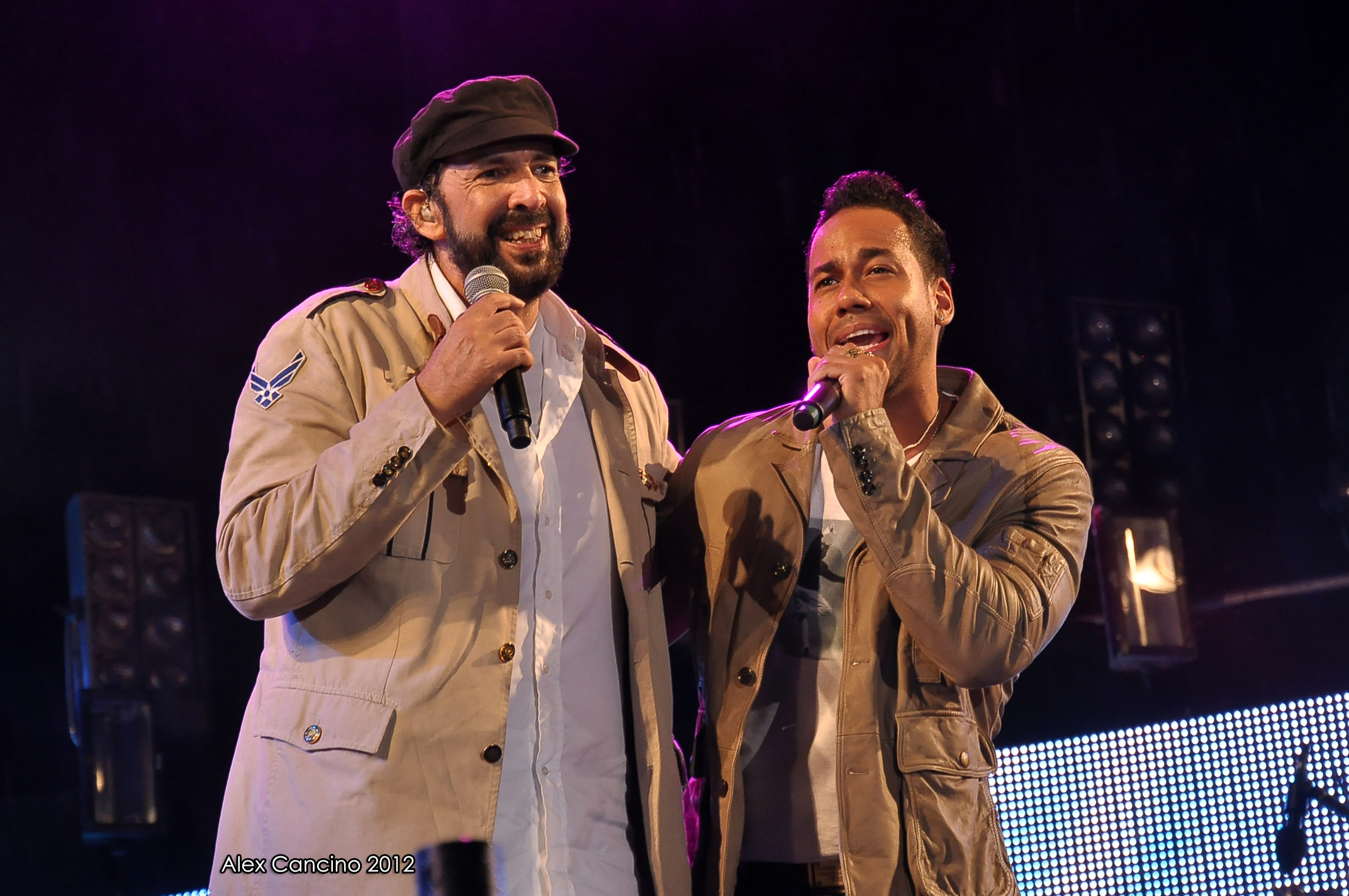
Romeo Santos con Juan Luis Guerra in una performance del 2012.

Il 25 febbraio 2014 fu pubblicato il suo secondo album, Formula, Vol. 2, il quale contiene collaborazioni con Drake, Nicki Minaj, Marc Anthony, Carlos Santana, Tego Calderón e Kevin Hart. Il progetto musicale raggiunge la prima posizione della US Top Latin Albums e quinta della Billboard 200, divenendo l'album latino più venduto nel 2014 con 660.000 copie vendute negli Stati Uniti. Dall'album vengono estratti i singoli "Odio" con Drake, "Propuesta Indecente" ed è presente nella hit "Loco" di Enrique Iglesias, raggiungendo con tutti i singoli la prima posizione della U.S. Latin Songs vendendo complessivamente 4 milioni di copie. Romeo vince come Artist of the Year ai Billboard Latin Music Award ed intraprende il Formula, Vol. 2 Tour mondiale tra il 2014 e 2016, comprendendo Nord America, Europa e Sud America. Nel 2015 e 2016 vince come Top Latin Artist ai Billboard Music Award.
Ha pubblicato un nuovo singolo "Héroe Favorito" nel febbraio 2017, il singolo principale per il suo prossimo album Golden. Ha pubblicato il suo terzo album il 21 luglio 2017, con collaborazioni con Swizz Beatz, Juan Luis Guerra, Ozuna, Nicky Jam, Daddy Yankee, Julio Iglesias e Jessie Reyez, debuttando per la terza volta ai vertici della Top Latin Albums e alla decima della Billboard 200, entrando inoltre nelle classifiche di Italia, Spagna e Messico. Il secondo estratto dall'album, "Imitadora", vende 420 mila copie ed entrando nella top 10 di Paraguay, Costa Rica e US Hot Latin Songs e come terzo estratto "Bella y Sensual" con Daddy Yankee e Nicky Jam.
Nell'aprile 2019, pubblica il suo quarto album in studio, Utopia, dove si unisce ai pionieri e alle leggende della bachata moderna tradizionale: Anthony Santos, El Chaval de la Bachata, Luis Vargas, Monchy & Alexandra, Joe Veras, Teodoro Reyes, Zacarias Ferreira ed Elvis Martinez. Hanno tutti partecipato all'album per dimostrare che l'unificazione all'interno della bachata è possibile. In questo album Romeo incide una nuova canzone con gli Aventura, "Inmortal".
Risale a febbraio 2021 l'ultimo brano, in collaborazione con Nicky Jam, dal titolo "Fan de tus fotos". Il videoclip di questa canzone ha totalizzato più di 10 milioni di visualizzazioni in una sola settimana.

### Tournée
“Cerrando Ciclos”, è il nome dell'ultima tournée di Romeo Santos. Si tratta di una reunion del gruppo Aventura, di cui fanno parte, oltre a Romeo: Henry Santos, Max Santos e Lenny Santos. È stata una tournée mondiale che è partita il 1º maggio del 2024 da Sacramento negli Stati Uniti e si è conclusa il 5 gennaio 2025 nella Repubblica Dominicana, passando per il Latino America e l'Europa. Sul palco con Aventura, una banda di 10 musicisti, tra cui: "Chichi", "Bimbo" Wilmore Franco, Joaquin Diaz, Joel Liberato, Jotan Afanador, Guillermo Conga, Meme, Tuchayin, Giselle Moya, Bryan Ramirez.
La tournée è stata anticipata da un nuovo brano degli Aventura, intitolato "Brindo con Agua" (2024).

## Discografia

### Da solista
Album in studio
- 2011 – Formula, Vol. 1
- 2014 – Formula, Vol. 2
- 2017 – Golden
- 2019 – Utopía
- 2022 – Formula, Vol. 3

Album dal vivo
- 2012 – The King Stays King: Sold Out at Madison Square Garden
- 2021 – Utopía Live from MetLife Stadium

### Con gli Aventura
- 1995 – Trampa de amor (come Los Tinellers)
- 2000 – Generation Next
- 2002 – We Broke the Rules
- 2003 – Love & Hate
- 2005 – God's Project
- 2009 – The Last

### Collaborazioni
- 2021 - Fan de Tus Fotos - Romeo Santos, Nicky Jam